# Ryszard Siwiec
Pour les articles homonymes, voir Siwiec.
Ryszard Siwiec, né le 7 mars 1909 à Dębica et mort le 12 septembre 1968 à Varsovie, est un comptable, professeur et ancien soldat polonais. Il fut la première personne à s'immoler par le feu en protestation contre la « normalisation » qui suivit le Printemps de Prague en Tchécoslovaquie. 

## Suicide
Siwiec s'immola à Varsovie, en plein milieu d'un festival national pour célébrer la récolte, le 8 septembre 1968, au Stadion Dziesięciolecia. Il décéda de ses blessures quatre jours plus tard et son geste fut vu en direct par plus de 100 000 spectateurs, dont les dirigeants du pays et les diplomates étrangers qui avaient été invités pour le spectacle de propagande.

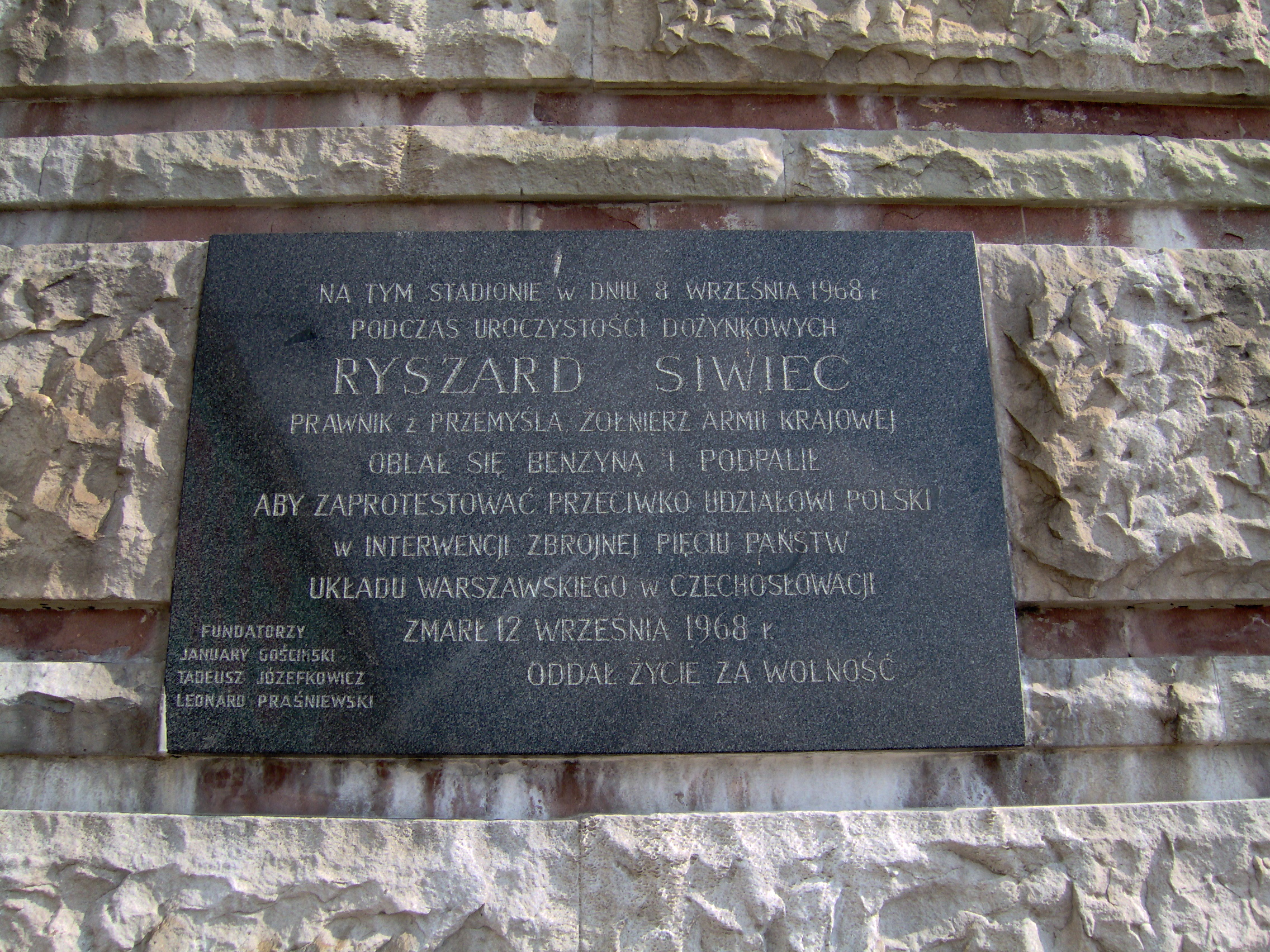
Plaque dédiée à Siwiec dans le stade

Il était père de cinq enfants et originaire de Przemyśl. Il avait préparé son action, laissant des enregistrements audio pour exprimer son dégoût devant l'intervention des armées du Pacte de Varsovie et la participation des armées polonaises, et envoyant une lettre d'adieu à sa femme, écrite dans le train pour Varsovie. 
Son acte a pu être un déclencheur pour Jan Palach et Jan Zajíc, mais il est impossible de savoir si la police politique communiste a pu étouffer complètement l'événement. Selon la version officielle, il s'agissait uniquement du geste de quelqu'un « souffrant de maladie mentale ». Bien que son acte ait été enregistré par les caméras présentes au festival, les journaux n'en ont pas parlé et la chose a été largement connue en Tchécoslovaquie uniquement deux mois après la mort de Jan Palach, quand la nouvelle a été diffusée par Radio Free Europe.

## Dans la culture
Après la chute du communisme, le réalisateur polonais Maciej Drygas a contribué à élucider le geste de Siwiec, avec son film Usłyszcie mój krzyk (Entendez mon cri), sorti en 1991.
L'historien Petr Blazek écrit : « Ryszard Siwiec ne s’est pas immolé pendant le discours de Władysław Gomułka, premier secrétaire du Parti ouvrier unifié polonais, mais un instant après, au moment où les jeunes Polonais se sont mis à danser la Polonaise – leur danse nationale. C’est ainsi que son geste n’a pas été tout de suite compris comme un acte politique. Son incompréhension est due aussi au fait que Siwiec a été le premier Européen, du moins dans le bloc soviétique, qui ait eu recours à une forme de protestation aussi radicale ».
Par la suite, à l'initiative du Tygodnik Solidarność, journal officiel du mouvement Solidarność, une plaque commémorative est érigée à l'entrée du Stadion Dziesięciolecia. Démoli en 2008, il laisse sa place au stade national de Varsovie et la plaque est transférée au Centre national des sports de la capitale. Pressenti depuis plusieurs mois, son nom est donné en octobre 2011 à une rue nouvellement construite et qui mène vers le nouveau stade.

## Décorations posthumes
- Ordre de Tomáš Garrigue Masaryk, grand-croix, décerné en 2001 par Václav Havel, président de la République tchèque.
- Ordre Polonia Restituta, commandeur, décerné en 2003 par Aleksander Kwaśniewski, président de la Pologne. En raison du passé de dignitaire communiste de Kwaśniewski, la famille de Ryszard Siwiec a refusé la décoration.
- Ordre de la Double Croix Blanche, décerné en 2006 par Ivan Gašparovič, président de la Slovaquie